# Adolf Pollitzer
Pour les articles homonymes, voir Pollitzer.
Adolf Pollitzer ou Adolph Pollitzer  (23 juillet 1832, Pest, Budapest — 14 novembre 1900, Londres) est un violoniste juif hongrois.

## Biographie
Il quitte Budapest pour Vienne en 1842 pour suivre les cours de violon de Joseph Böhm au conservatoire de Vienne et il obtient à quatorze ans le premier prix du conservatoire. Après une tournée de concerts en Allemagne il part à Paris pour étudier avec Delphin Alard. Il arrive en Angleterre en 1850 où ses talents de violonistes sont rapidement reconnus à Londres. Il devient le premier violon du Her Majesty's Theatre sous la direction de Michael Costa, ainsi que du London Philharmonic Orchestra et de la Royal Choral Society.
Pollitzer est un grand interprète de musique de chambre. Il est vu comme le plus grand enseignant de violon de cette époque en Angleterre. En 1861, il devient professeur de violon à la London Academy of Music lors de sa création. Il reste à ce poste jusqu'en 1870, date à laquelle il prend la succession d'Henry Wylde (en) à la tête de l'académie. Il est directeur jusqu'à sa mort.

## Élèves
- Harold Bauer
- Edward Elgar

### Sources
- (en) Cet article est partiellement ou en totalité issu de l’article de Wikipédia en anglais intitulé « Adolf Pollitzer » (voir la liste des auteurs).
- Cet article contient des extraits de l'article « Pollitzer, Adolph » par Joseph Jacobs, Goodman Lipkind de la Jewish Encyclopedia de 1901–1906 dont le contenu se trouve dans le domaine public.
- Jewish Chronicle, 23 novembre 1900